# Борисенко, Михаил Харлампиевич
Михаил Харлампиевич Борисенко (19 сентября 1904, Евпатория, Таврическая губерния — 16 февраля 1948, Коломыя, Станиславская область) — советский военный деятель, Генерал-майор авиации (19 августа 1944 года).

## Биография
Родился 19 сентября 1904 года в городе Евпатория ныне Республики Крым.

### Военная служба

#### Довоенное время
В мае 1921 года был призван в ряды РККА, после чего был направлен красноармейцем-телефонистом в 9-й воздухоплавательный отряд, дислоцированный в Евпатории. В августе того же годы был направлен на учёбу на курсы младших воздухспецов, дислоцированные в Евпатории. После окончания курсов в январе 1922 года был назначен на должность старшины 1-го воздухоплавательного отряда. В августе того же года был направлен на учёбу в Киевскую военную авиашколу, после окончания которой в августе 1923 года был назначен на должность старшего телефониста 6-го артиллерийского авиаотряда.
В мае 1924 года Михаил Харлампиевич Борисенко был уволен в запас.
В апреле 1927 года Борисенко был повторно призван на военную службу, после чего был направлен в Ленинградскую военную школу лётчиков, после окончания которой был назначен на должность стажёра в 1-ю военную школу лётчиков имени А. Ф. Мясникова, в июне 1929 года — на должность младшего лётчика 52-й штурмовой авиаэскадрильи (Белорусский военный округ), в декабре 1930 года — на должность командира авиационного звена 4-й истребительной авиаэскадрильи, в 1932 году — на должность командира звена 52-й штурмовой авиаэскадрильи, а в 1933 году — на должность командира авиационного отряда 33-й тяжёлой бомбардировочной авиаэскадрильи.
В октябре 1937 года Борисенко был направлен на учёбу в Высшую летно-тактическую школу ВВС РККА в Липецке, после окончания которой с ноября того же года исполнял должность командира эскадрильи той же школы.
В августе 1938 года был назначен на должность командира 18-го тяжелого бомбардировочного авиационного полка (Белорусский военный округ), после чего принимал участие в ходе похода в Западную Белоруссию.
В сентябре 1939 года был назначен на должность помощника командира, а затем — на должность командира 16-й авиационной бригады, после чего принимал участие в ходе советско-финской войны.
В августе 1940 года был назначен на должность командира 42-й дальнебомбардировочной авиационной дивизии.

#### Великая Отечественная война
С началом войны Борисенко продолжил командовать этой же дивизией на Западном фронте, в составе которого принимал участие в ходе приграничного и Смоленского сражений, а затем во время битвы за Москву дивизия под командованием М. Х. Борисенко действовала на тульском направлении.
В марте 1942 года был назначен на должность командира 4-й резервной авиационной группы ВВС Юго-Западного фронта, которая уже в мае того же года принимала участие в ходе Харьковской наступательной операции. В июне того же года был назначен на должность командира 271-й ночной бомбардировочной авиационной дивизии, которая принимала участие в ходе Сталинградской битвы, а затем в Орловской и Гомельско-Речицкой наступательных операциях.
В мае 1944 года Борисенко был назначен на должность командира 6-го смешанного авиационного корпуса, который 28 сентября того же года был преобразован в 5-й бомбардировочный. Корпус под командованием Борисенко принимал участие в ходе в Белорусской, Восточно-Прусской, Восточно-Померанской и Берлинской наступательных операций. За образцовое выполнение заданий командования при прорыве обороны противника западнее Ковеля и проявленные при этом доблесть и мужество 5-й бомбардировочный авиационный корпус был награждён орденом Красного Знамени, а за освобождение Люблина ему присвоено почетное наименование «Люблинский».

#### Послевоенная карьера
После окончания войны продолжил командовать 5-м бомбардировочным авиационным корпусом.
Генерал-майор авиации Михаил Харлампиевич Борисенко умер 16 февраля 1948 года в городе Коломыя Ивано-Франковской области.

## Награды
- Два ордена Ленина;
- Три ордена Красного Знамени;
- Орден Кутузова 1 и 2 степеней;
- Орден Суворова 2 степени;
- Орден Александра Невского;
- Медали;
- Иностранные орден и медали.